# Anna Hjelmkvist
Anna Hjelmkvist (8 april 1878–25 februari 1955) var en svensk rösträttsaktivist. 
Hon var verksam i kampanjen för införandet av kvinnlig rösträtt i Sverige och ordförande för Föreningen för kvinnans politiska rösträtt i Örebro 1912-1913. Hennes far var Ingel Bergöö.